# Selenocosmia compta
Selenocosmia compta é uma espécie de aranha pertencente à família Theraphosidae (tarântulas).